# Franz Reuleaux

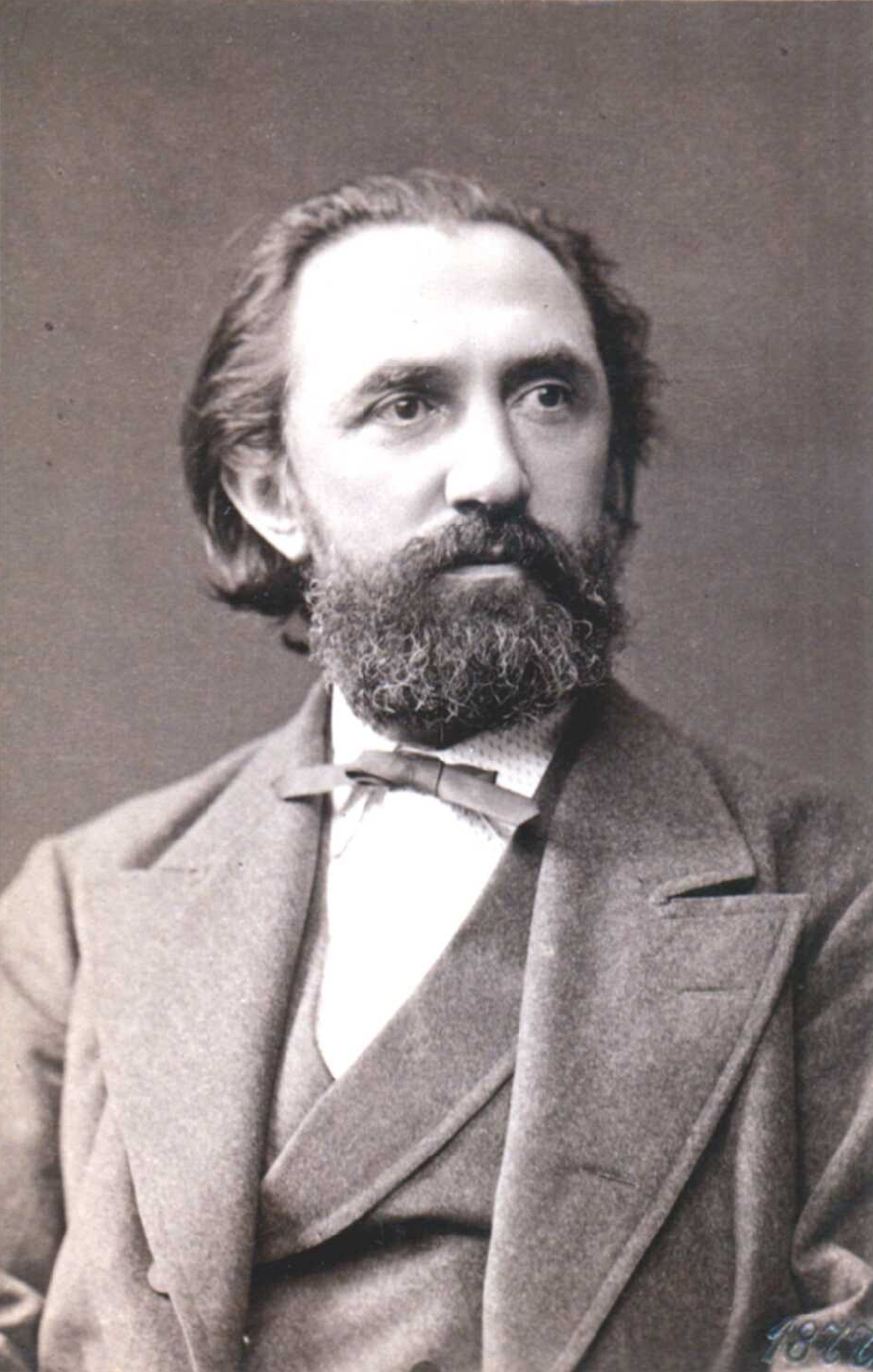
Franz Reuleaux, 1877

Franz Reuleaux [røˈloː] (* 30. September 1829 in Eschweiler-Pumpe; † 20. August 1905 in Charlottenburg bei Berlin) war ein deutscher Ingenieur, der auf vielen Gebieten des Maschinenbaus aktiv war. Insbesondere versuchte er, die Ingenieurwissenschaft des Maschinenbaus in eine exakte Wissenschaft umzuwandeln.

## Herkunft
Franz Reuleaux wurde am 30. September 1829 in Eschweiler-Pumpe geboren. Er entstammte einer angesehenen und alteingesessenen belgischen Technikerfamilie. Seine Eltern waren Joseph Reuleaux (1796–1832) und Caroline Heloise, geborene Graeser (* 1803); die Witwe heiratete später den Oberingenieur Ewald Friedrich Scholl. Beide Großväter übten ebenfalls technische Berufe aus. Joseph Reuleaux gründete gemeinsam mit Karl Englerth und Samuel Dobbs die Maschinenfabrik Englerth, Reuleaux & Dobbs (heute Werk Ermag des Eschweiler Bergwerks-Vereins). Franz Reuleauxs Brüder waren Carl (1826–1902) und Ludwig (1827–1900).

## Leben
Nach dem plötzlichen Tod seines Vaters zog seine Mutter mit Franz Reuleaux 1833 nach Koblenz. Dort begann er eine Maschinenbaulehre in der Eisengießerei und Maschinenfabrik Zilken.
Im Jahr 1846 fing Franz Reuleaux im väterlichen, inzwischen von seinem Onkel übernommenen Betrieb zu arbeiten an. Von 1850 bis 1852 studierte er an der Polytechnischen Hochschule Karlsruhe Maschinenbaukunde bei Ferdinand Redtenbacher (1809–1863) und wurde Mitglied der Burschenschaft Teutonia. Die Ausbildung in Karlsruhe orientierte sich an der Pariser École polytechnique, der damals richtungsweisenden Hochschule auf dem Gebiet der Technik. Redtenbacher war es wohl auch, der Reuleaux zu Studien der Philosophie bewog, die er dann in Bonn und Berlin gemeinsam mit Mathematik und Mechanik betrieb. 1854 folgte eine Tätigkeit als selbstständiger Ingenieur in der Kölner Maschinenbaufabrik Baehrens.

### In Zürich
Das erste Kapitel des Fachbuchs Construktionslehre für den Maschinenbau, welches Reuleaux gemeinsam mit Carl Ludwig Moll verfasste, wurde schon 1853 vorabgedruckt. Es stieß aufgrund seiner klaren Gliederung und der mustergültigen Zeichnungen auf große Resonanz. Das letzte Kapitel des Werkes betrachtete sogar den Maschinenbaustil. Die Gedanken hierzu waren zwar dem Historismus verhaftet, verfolgten aber neue und nicht von der Architektur übernommene Ideen.
Reuleaux wurde mit seinen Aktivitäten auch von Gustav Zeuner bemerkt, der ihn 1856 als ordentlichen Professor zur mechanisch-technischen Abteilung des Eidgenössischen Polytechnikums Zürich holte. Das Prinzip der Einheit von Lehre und Forschung, welches in Zürich einen hohen Stellenwert besaß, kam Reuleaux sehr entgegen. So konnte er seine Studenten auch schnell begeistern. In der Züricher Zeit entstand auch das Lehrbuch Der Construkteur, welches drei Jahrzehnte lang als Standardwerk galt. Es erschien ab 1861 in fünf Auflagen und vier Sprachen. Darin sah Reuleaux die Maschinenelemente als ein selbstständiges Fach und setzte sich für so viele Normalkonstruktionen wie irgend möglich ein.

### In Berlin
1864 folgte Reuleaux einem Ruf des Königlichen Gewerbe-Instituts Berlin. Gleichzeitig wurde er Mitglied der Technischen Deputation für das Gewerbe und vier Jahre später Direktor der Schule, die sich jetzt Königliche Gewerbeakademie nannte. Nach deren Zusammenschluss mit der Berliner Bauakademie zur TH zu Berlin im Jahr 1879 leitete er zunächst die Abteilung für Maschinenwesen, bevor er 1890/91 Rektor wurde. Zu seinen Schülern gehörten Carl von Linde, Trajan Rittershaus, Hermann Rietschel und Otto Lilienthal.
Reuleaux führte in den Maschinenbau die Begriffe Verbund, Zwanglauf (für Kinematik) und Austauschbau ein. Für letzteren setzte er sich sehr stark ein.
In dieser Zeit beschäftigte er sich mit der seinerzeit noch unterentwickelten Kinematik, der er mit seinem 1875 erschienenen Werk Theoretische Kinematik einen entscheidenden Impuls gab. Reuleaux nahm dort auch eine allgemeine Systematisierung der bewegten Mechanismen vor (Reuleaux’sche Getriebesystematik). Dieses Werk fand viele Bewunderer, aber auch zahlreiche Gegner: In den 1880er und 1890er Jahren entstanden viele Maschinenbau-Labore, die alle empirisch arbeiteten und sich nicht auf komplizierte Berechnungen stützten.
Ein entschiedener Vertreter dieser Richtung kam 1888 mit Alois Riedler (1850–1936) an die TH Charlottenburg, der sich als Gegenspieler von Reuleaux betätigte und sogar dafür sorgte, dass Reuleaux 1896 seine Lehrtätigkeit beendete. Seine Ideen verfolgte Reuleaux aber weiter. Ein zweiter Band seiner Kinematik erschien 1900, der dritte sollte ebenfalls folgen, konnte aber nicht mehr fertiggestellt werden. Mit den in den 1940er Jahren aufkommenden Computern gewann die Theoretische Kinematik an Bedeutung.

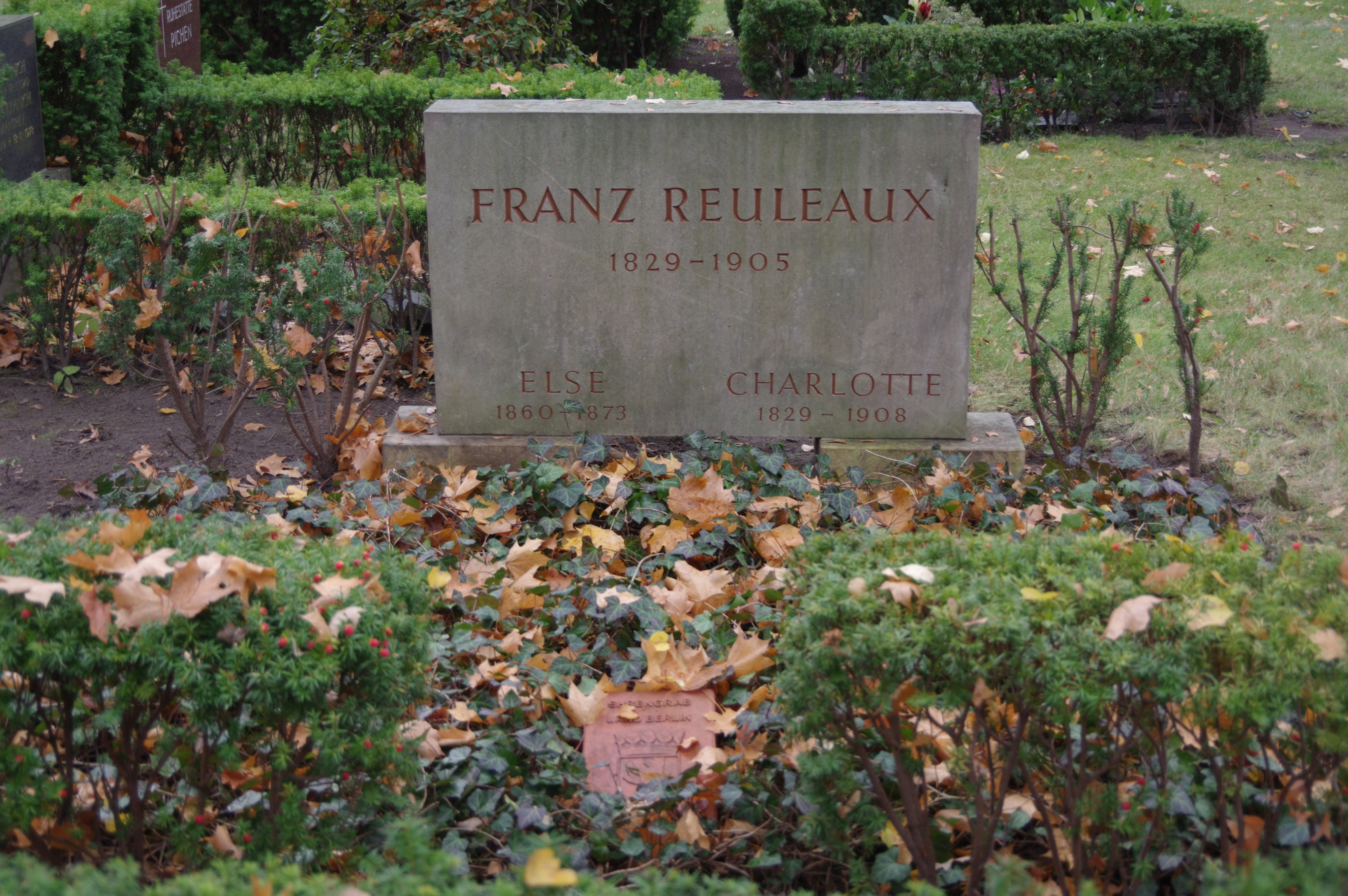
Grab von Reuleaux auf dem Alten Zwölf-Apostel-Kirchhof in Berlin-Schöneberg

Franz Reuleaux starb 1905 im Alter von 75 Jahren in Charlottenburg bei Berlin. Später wurde er auf dem evangelischen Alten Zwölf-Apostel-Kirchhof in Schöneberg (Feld 302–001A-034/035) beigesetzt. Auf Beschluss des Berliner Senats ist die letzte Ruhestätte von Franz Reuleaux seit 1992 als Ehrengrab des Landes Berlin gewidmet. Die Widmung wurde im Jahr 2016 um die übliche Frist von zwanzig Jahren verlängert.

## Als Preisrichter
Eine besondere Ehre war es für Reuleaux, bei den Weltausstellungen von 1862 (London), 1867 (London), 1873 (Wien), 1873 (Dublin) und 1876 (Philadelphia) zum Preisrichter ernannt zu werden. In seinen Briefen aus Philadelphia, die durch ihre Offenheit großes Aufsehen erregten, machte er auf Missstände innerhalb der deutschen Wirtschaft aufmerksam. Seine Feststellung Deutschlands Industrie hat das Grundprinzip „billig und schlecht“ stieß zunächst auf eine Welle der Empörung, die Forderung Konkurrenz durch Qualität fand dann jedoch Gehör. Bei den Weltausstellungen in Sydney (1879) und Melbourne (1881) leitete Franz Reuleaux als Reichskommissar die deutsche Abteilung.
Als Preisrichter verhalf Reuleaux der Gasmaschine von Otto und Langen zur ersten öffentlichen Anerkennung, sorgte er doch dafür, dass sie in Paris die Goldene Medaille erhielt; auch half er bei der Patentierung dieser Erfindung. Für das Schrägwalzverfahren von Mannesmann, mit dem sich nahtlose Röhren produzieren ließen, setzte er sich in gleicher Weise ein. Ebenso unterstützte er die junge Elektrotechnik.

## Weitere Aktivitäten
In den 1880er Jahren beteiligte sich Reuleaux maßgeblich an der Schaffung eines einheitlichen Patentgesetzes. Er förderte auch das Kunstgewerbe; so befasste er sich auch intensiv mit dessen Reorganisation und stellte dafür wichtige Grundsätze und Richtlinien auf. Seine literarische Ader zeigte sich in Reisebeschreibungen und Gedichtübersetzungen – er sprach sogar Arabisch und Sanskrit. Schließlich gehörte er auch zu den Mitbegründern einer Technikphilosophie, wobei man ihm aber Eklektizismus vorwarf.
Franz Reuleaux trat 1885 dem Verein Deutscher Ingenieure (VDI) und dem Berliner Bezirksverein des VDI bei.

## Ehrungen

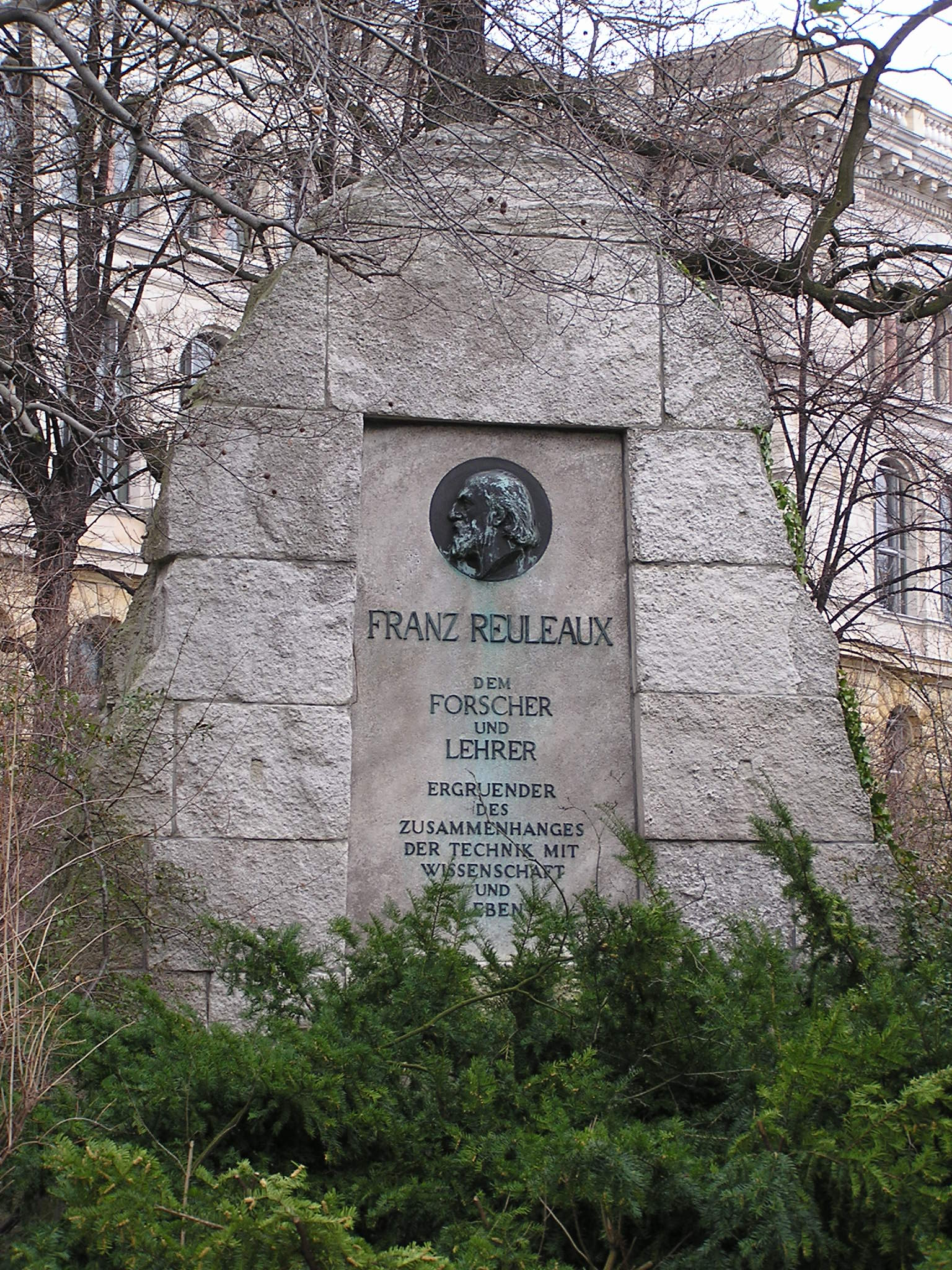
Gedenkstein für Reuleaux auf dem Campus der TU Berlin (ehemals TH Charlottenburg)

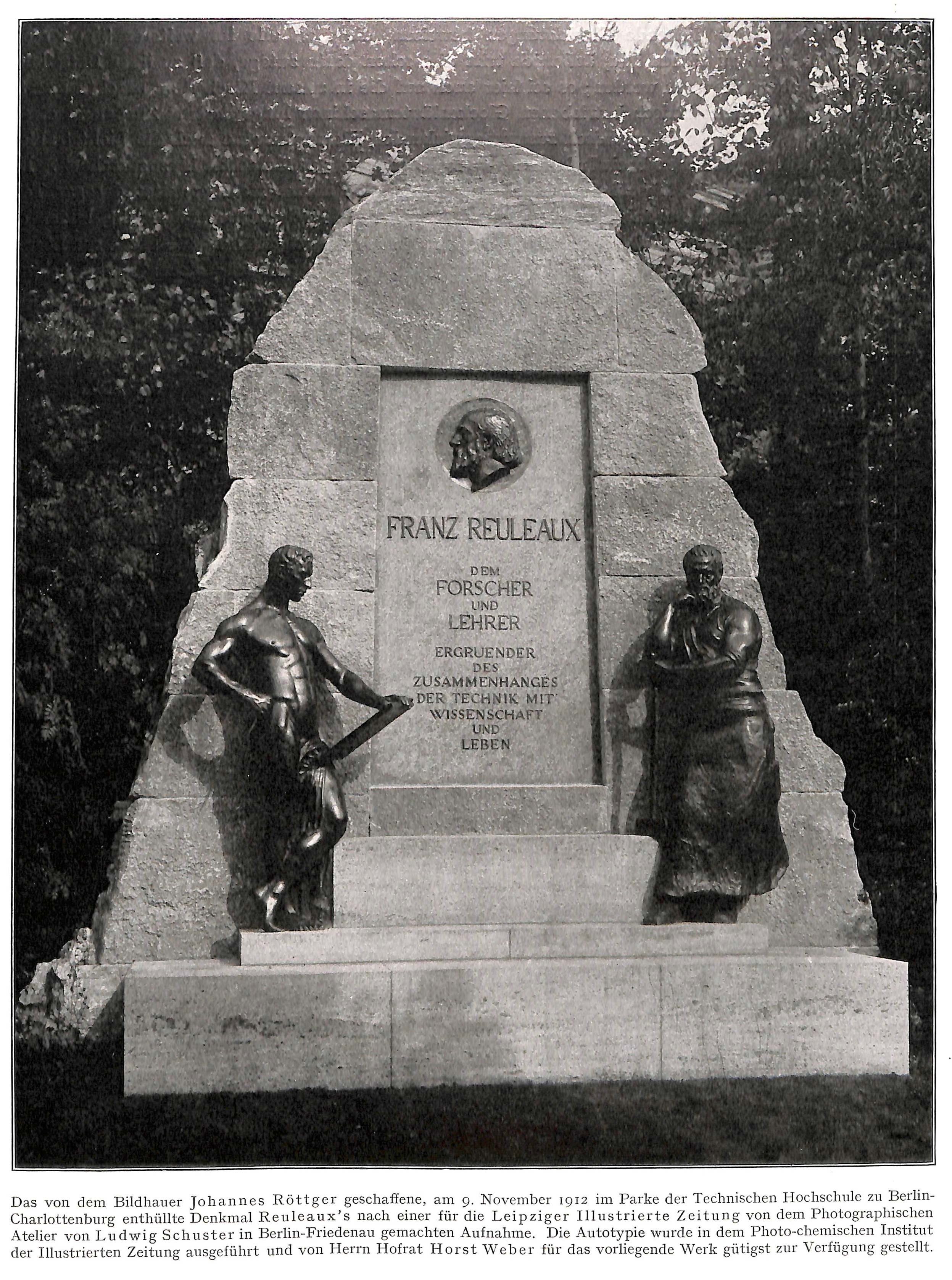
Ursprüngliches Denkmal (1913)

Reuleaux war Ehrenmitglied zahlreicher in- und ausländischer Gesellschaften. Die Université de Montréal und die TH Karlsruhe verliehen ihm die Ehrendoktorwürde. 1862 ernannte der VDI ihn zum korrespondierenden Mitglied. 1869 wurde er zum Geheimen Regierungsrat ernannt. Vor der TH Charlottenburg wurde sieben Jahre nach seinem Tod ein Gedenkstein, geschaffen nach dem Entwurf des Bildhauers Johannes Röttger, mit folgender Inschrift gesetzt: „Franz Reuleaux – dem Forscher und Lehrer, Ergründer des Zusammenhanges der Technik mit Wissenschaft und Leben.“ Es befindet sich (heute) auf dem zentralen Campus der TU Berlin.
Seine Vaterstadt Eschweiler machte ihn zu ihrem Ehrenbürger und benannte eine Straße nach ihm. Auch in Berlin erhielt eine Straße in Berlin-Köpenick um 1896 seinen Namen. Diese wurde jedoch um 1907 umbenannt in Westendstraße (bis 1948), dann in Fritz-Kirsch-Straße.
Das Reuleaux-Dreieck ist nach ihm benannt.

## Familiäres
Reuleaux heiratete Charlotte Wilhelmine Friederike Overbeck (1829–1882), eine Enkelin des Lübecker Bürgermeisters, Domherrn, Senators und Dichters Christian Adolph Overbeck (1755–1821). Sein Schwager war der Archäologe Johannes Overbeck, sein Schwippschwager der Anthropologe und Leibarzt des hypochondrischen Alfred Krupp, Emil Ludwig Schmidt.
Reuleaux und seine Frau hatten fünf Kinder, darunter:
Die Tochter Cilla (* 18. August 1857) war unter dem Pseudonym O. Verbeck schriftstellerisch tätig; sie heiratete in erster Ehe Max Goldstein († 1884) und 1899 den Maler Hanns Fechner
Der Sohn Oskar Friedrich Adolph (1861–1924) war Oberstleutnant der technischen Truppen der preußischen Armee (später der Reichswehr).
Zu Reuleaux’ Enkeln zählen der Ingenieur und Industriemanager Otto Reuleaux und der Bauingenieur und Verkehrswissenschaftler Erich Reuleaux. Die Tochter seines Bruders Ludwig, seine Nichte Maria (1859–1942), heiratete den  Generalstaatsanwalt Karl Jakob Preetorius (* 12. Januar 1854; † 1947) und war Mutter des Graphikers und Bühnenbildners Emil Preetorius (1883–1973).

## Veröffentlichungen (Auswahl)
- 1861: Der Construkteur. Ein Handbuch zum Gebrauch beim Maschinen-Entwerfen (Braunschweig 1861)
- 1862: Atlas zur Construktionslehre für den Maschinenbau., Band 1: Construction der Maschinentheile (Braunschweig 1862)
- 1875: Theoretische Kinematik (Braunschweig 1875) Digitalisat
- 1877: Briefe aus Philadelphia (Braunschweig 1877) Digitalisat
- 1884: Eine Reise quer durch Indien im Jahre 1881 (Berlin 1884)
- 1885: Die Maschine in der Arbeiterfrage (Minden 1885)
- 1891: Kurzgefaßte Geschichte der Dampfmaschine. Mit 18 in den Text eingedruckten Holzstichen. Braunschweig (1891) Digitalisat
- 1901: Aus Kunst und Welt. Vermischte kleinere Schriften (Berlin 1901)
- Werke von Reuleaux online auf der Website der Cornell University